# Dmitri Sintsov
Dmitri Sintsov (rus: Дмитрий Матвеевич Синцов)  (Kírov, 20 de novembre de 1867 - Khàrkiv, 28 de gener de 1946) va ser un matemàtic rus.

## Vida i obra
Sintsov va acabar els seus estudis secundaris a un institut de Kazan el 1886 amb medalla d'or. Aquest mateix any es va matricular a la universitat de Kazan, en la qual es va graduar en matemàtiques el 1890. Els tres anys següents va continuar estudis sota la influència de Alexander Vasil'ev, per obtenir el master i la qualificació docent.
Des de 1894 fins al 1899 va ser professor ajudant de la universitat de Kazan i a partir del 1899 va ser professor de l'Escola Superior de Mines d'Ekaterinoslav (avui anomenada Dnipro Polytechnic a Dniprò). Finalment, el 1903 va ser nomenat professor de la universitat de Khàrkiv, població en la que va viure i treballar la resta de la seva vida. També va ser president de la Societat Matemàtica de Khàrkiv a partir de 1906 en substituir Vladimir Steklov quan aquest va marxar a Sant Petersburg.
Sintsov va ser un dels més destacats geòmetres russos. Va fer recerca sobre tot en la teoria dels connexes i va ser el creador de l'escola geomètrica ucraïnesa. També es va dedicar al conreu de la història de les matemàtiques, escrivint diferents biografies i gloses de matemàtics russos.